# DotNetNuke
DotNetNuke (DNN) är ett webbpubliceringsverktyg från DotNetNuke Corp.
Med hjälp av systemet kan man skapa webbsidor som kan uppdateras genom att logga in på webbsidan. Text och bilder hanteras via en texteditor där man infogar bilder eller formaterar text. Systemet kan hantera flera domäner och även skapa fler webbsidor i samma installation.
DotNetNuke är programmerat i VB.NET, C-sharp och bygger på tekniken ASP.NET från Microsoft. Det är ett open source-projekt men ger även möjlighet till sluten kod för tilläggsmoduler.

## Moduler
Ett antal moduler finns förinstallerade men systemet kan utökas med hjälp nya moduler. Modulerna gör att det går att specialanpassa verktyget för unika behov. Till exempel genom att skapa ett verktyg för kundhantering, webbshop mm. Modulerna programmeras i VB.NET  eller C-sharp.

## Utseende
DotNetNuke är inte byggt med något fast utseende. Istället skapas mallar som bestämmer hur menyer och innehåll ska hanteras. Mallar innehåller ytor(pane) för moduler, där de ska visas. Utseendet kan bytas. Ramen kring modulerna kan också anpassas för att skapa ett enhetligt intryck.